# Interstate 381
Pour les articles homonymes, voir Route 381.
La State Route 381 (SR 381) est une autoroute majeure de la Virginie. Connue comme la Commonwealth Avenue, la route parcourt 1,21 mile (1,95 km) depuis la frontière du Tennessee jusqu'à l'Interstate 381 (I-381) dans la ville de Bristol. Avec l'I-381, la SR 381 relie l'I-81 au centre-ville de Bristol. La route relie aussi l'I-81 et l'I-381 à la US 11, la US 11W, la US 11E, la US 19 et la US 421. La SR 381 forme d'ailleurs un multiplex avec les trois dernières routes entre le centre-ville de Bristol et la US 11. L'I-381 est une autoroute collectrice de l'I-81 donnant accès à Bristol. Elle parcourt 1,67 mile (2,69 km) depuis l'intersection avec Commonwealth Avenue (SR 381) et Keys / Church Streets à Bristol jusqu'au l'I-81 au nord.

## Description du tracé
La SR 381 débute à la frontière avec le Tennessee à State Street, laquelle suit la frontière entre les deux États. La SR 381, la US 11E et la US 19 continuent au nord sur la Commonwealth Avenue. Un peu plus au nord, la US 421 rejoint le multiplex à travers le centre commercial historique de Bristol. La route croise le terminus sud de la SR 113 à Cumberland Street et à Sycamore Street. La route poursuit ensuite au nord et rencontre la Euclid Avenue, où la US 11E se termine. Les routes quittent le multiplex et la SR 381 continue seule vers le nord. Elle se termine finalement à l'intersection avec Keys Street où l'I-381 débute.
La route se continue comme I-381, laquelle permet de relier le centre-ville de Bristol avec l'I-81 vers Roanoke et Knoxville. L'I-381 parcourt 1,67 mile (2,69 km) depuis l'intersection avec Commonwealth Avenue (SR 381) et Keys / Church Streets et sa sortie 0 à l'I-81. L'échangeur avec l'I-81 est d'ailleurs le seul échangeur de l'I-381.

## Liste des sorties
| Interstate 381                                |                 |      |      | | |                                                          |
| Comté                                         | Municipalité    | mi   | km   | Sortie | Intersections / Destinations                                                                                                   | Notes                                                    |
| City de Bristol                               | City de Bristol | 0,00 | 0,00 | | US 11E / US 19 / US 421 sud (Volunteer Parkway) SR 1 (en) (State Street)                                                       | Terminus sud du multiplex avec US 11E / US 19 / US 421   |
| City de Bristol                               | City de Bristol | 0,07 | 0,11 | US 11 Truck / US 19 Truck (Goode Street)                                                                                     | Terminus sud du multiplex avec US 11 Truck / US 19 Truck                                                                       |                                                          |
| City de Bristol                               | City de Bristol | 0,23 | 0,37 | | Cumberland Street |                                                          |
| City de Bristol                               | City de Bristol | 0,58 | 0,93 | US 11 Truck / US 19 Truck terminent US 11 / US 19 nord (Euclid Avenue est) / US 11W / US 421 (Euclid Avenue ouest) vers I-81 | Terminus nord du multiplex avec US 11E / US 19 / US 421 / US 11 Truck / US 19 Truck; US 11E et US 11W fusionnent en US 11 nord |                                                          |
| City de Bristol                               | City de Bristol | 1,21 | 1,95 | Keys Street / Church Street                                                                                                  | Intersection à niveau; terminus nord de SR 381; terminus sud de l'I-381                                                        |                                                          |
| City de Bristol                               | City de Bristol | 2,91 | 4,68 | 1A-B | I-81 / US 58 – Nashville, Knoxville, Roanoke                                                                                   | Indiqué sortie 1A (nord) et 1B (sud); sortie 3 de l'I-81 |
| - Terminus de multiplex - Transition de route |                 |      |      | | |                                                          |